# Röda örns orden
Röda örns orden (tyska: Roter Adlerorden), är en orden instiftad den 12 juni 1792 av kung Fredrik Vilhelm II av Preussen. Det utdelades till både militär personal och civila som ett erkännande för tapperhet i strid, framstående militärt ledarskap, lång och trogen tjänst till kungariket eller andra prestationer. Som med de flesta tyska (och de flesta andra europeiska) ordnar kan Röda örns orden endast tilldelas officerare och civila på ungefär samma nivå. Det fanns dock en medalj av orden som kunde tilldelas underofficerare och meniga, lägre statstjänstemän och andra civila. Preussiska Röda örns orden är den tyska orden som har flest variationer i sina dekorationer.
Sedan monarkins fall i Tyskland 1918 är orden inte längre en statsorden.

## Klasser
Röda örns orden hade fem klasser samt en medalj.
| Ordenstecken | Kraschan | Kedja | Ordensgrad     |
| ------------ | -------- | ----- | -------------- |
|              |          |       | Storkorset     |
|              |          |       | Första klassen |
|              |          |       | Andra klassen  |
|              |          |       | Tredje klassen |
|              |          |       | Fjärde klassen |
|              |          |       | Medalj         |